# Jonas Junland
Jonas Anders Vilhelm Junland, född 15 november 1987 i Linköping, är en svensk före detta professionell ishockeyspelare. Junland påbörjade sin ishockeykarriär i moderklubben Linköping HC. Som junior vann han SM-guld med klubbens U16- och J20-lag 2003 och 2006. Junland gjorde Elitseriedebut för Linköpings seniorlag säsongen 2005/06. Den efterföljande sommaren blev han NHL-draftad i tredje rundan som nummer 64 totalt av St. Louis Blues Efter ytterligare två säsonger i Linköping HC, där han tog två SM-silver, lämnade han laget och gjorde NHL-debut för Blues i december 2008. Han spelade dock endast ett fåtal NHL-matcher och fick tillbringa den mesta av sin tid med Blues farmarklubb Peoria Rivermen i AHL.
Efter två säsonger i Nordamerika vände Junland tillbaka till Sverige och spelade under en säsong med Färjestad BK, med vilka han 2011 vann SM-guld med. Därefter lämnade han Färjestad för Barys Astana i KHL. Efter lite mer än en säsong i KHL sparkades Junland i oktober 2012 och tillhörde säsongen 2012/13 Pelicans i Liiga i Finland. Han fick dock säsongen förstörd på grund av en skada och spelade endast fem matcher med klubben innan han återvände till Linköping HC. 2016 utnämndes Junland till "Årets back" på SHL Awards. Inför säsongen 2016/17 lämnade han återigen Linköping och spelade därefter nästan fyra säsonger med HC Lausanne i Nationalliga A. I januari 2020 återvände han till Linköping HC. På grund av skadeproblem avslutade han sin karriär i april 2024.
Han debuterade i det svenska landslaget i februari 2008 och hade innan dess representerat Sverige som junior i en JVM-turnering 2007.

## Karriär

### Klubblagskarriär

#### 2002–2008: Juniorår i Linköping
Junland föddes i Ljungsbro och började i tidig ålder spela ishockey i Linköping HC:s juniorverksamhet. 2002/03 vann han ett U16-guld med klubben och spelade under samma säsong också sju matcher med föreningens J18-lag. Säsongen därpå debuterade han med Linköping J20. Junland debuterade i Elitserien under säsongen 2005/06 då han spelade fyra matcher med A-laget. Han blev uttagen till sin första Elitseriematch den 29 december 2005, mot Luleå HF.
Samma säsong vann han SM-guld med föreningens J20-lag och vann backarnas poäng-, mål- och assistliga i J20 Superelit. På 32 matcher noterades han för 40 poäng (17 mål, 23 assist). Efter detta fick han mer förtroende i klubbens Elitserielag.
I juni 2006, inför säsongen 2006/07, valdes han i NHL-draften i den tredje rundan av St. Louis Blues som nummer 64 totalt. Den 10 oktober 2006 gjorde han sin första poäng i Elitserien då han assisterade till ett mål av Tim Eriksson i en 4–2-seger mot Mora IK. I november samma år lånades han ut i fyra matcher till IK Oskarshamn i Hockeyallsvenskan. På dessa fyra matcher producerade han tre assistpoäng. Under andra halvan av säsongen var han ordinarie i Linköping och spelade samtliga av lagets matcher i slutspelet. Första Elitseriemålet gjorde han den 22 februari 2007, på Johan Backlund, i en match mot Timrå IK som laget vann med 2–0. Under sin debutsäsong i Elitserien noterades Junland för fem poäng på 41 grundseriematcher, varav ett mål. I det efterföljande SM-slutspelet slog Linköping först ut Luleå HF (4–0) och sedan Färjestad BK (4–1). Säsongen slutade med SM-silver för Junland, efter finalförlust mot Modo Hockey med 2–4 i matcher. På 15 slutspelsmatcher stod han fem assistpoäng.
Sommaren 2007 skrev Junland på ett treårskontrakt med St. Louis Blues, men stannade kvar i Linköping under säsongen 2007/08. Han var vid denna tidpunkt den enda egna produkten i Linköpings A-lag, och svarade för en mycket lovande säsong och noterades för 20 poäng (3 mål, 17 assist) på 52 spelade grundseriematcher. Han var näst poängbästa back i laget under både grundserien och slutspelet. I det efterföljande SM-slutspelet tog sig Linköping till final för andra säsongen i följd sedan man slagit ut Djurgårdens IF och Färjestad BK i kvarts-, respektive semifinal (båda med 4–1 i matcher). Säsongen avslutades återigen med ett SM-silver, efter finalförlust mot HV71 med 2–4 i matcher. I slutspelet noterades Junland för sju poäng på 16 matcher (fyra mål, tre assist).

#### 2008–2013: Nordamerika, SM-guld och KHL

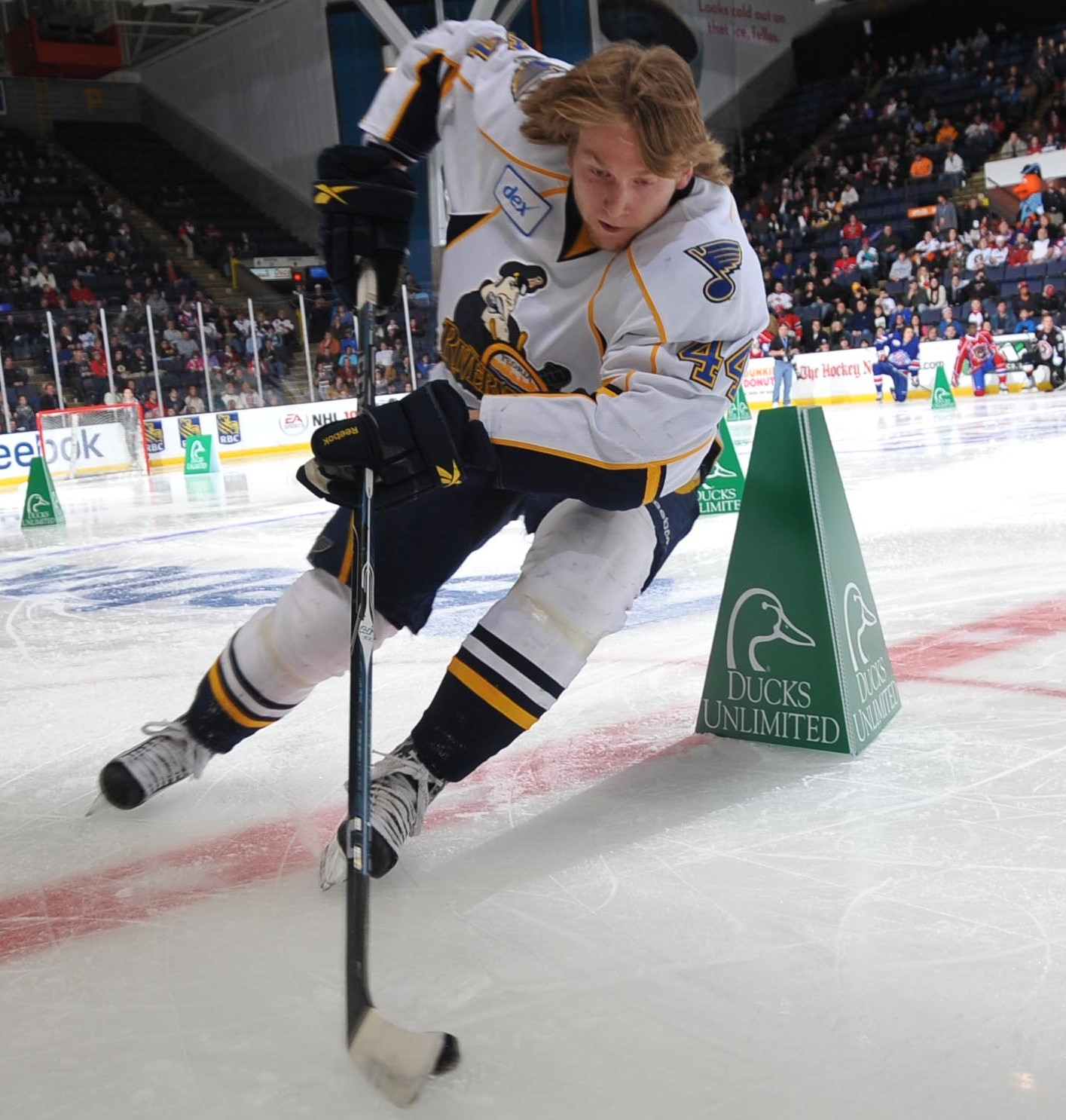
Junland under AHL:s skills competition 2010.

Inför säsongen 2008/09 lämnade Junland Linköping för St. Louis Blues. Han lyckades dock inte ta någon plats i NHL och fick istället spela för Blues farmarlag Peoria Rivermen i AHL. Den 25 oktober 2008 spelade han sin första AHL-match, mot Lake Erie Monsters. Den 5 november samma år gjorde han sitt första mål i serien, på Corey Crawford i en 1–3-seger mot Rockford IceHogs. Den 17 december 2008 kallades Junland upp till Blues i NHL då Jay McKee brutit ett finger. Dagen därpå gjorde Junland NHL-debut i en match mot Washington Capitals. Detta kom att bli hans enda NHL-match den säsongen då han därefter återvände till Rivermen i AHL. På 70 grundseriematcher stod han för 31 poäng (13 mål, 18 assist). I Calder Cup-slutspelet slogs laget ut i den första omgången med 4–3 i matcher mot Houston Aeros. Under säsongens gång blev Junland uttagen till AHL:s All Star-match.
Även den efterföljande säsongen inledde Junland med Rivermen i AHL. I november 2009 blev han åter uppkallade till Blues och spelade därefter sin andra NHL-match, mot Columbus Blue Jackets. Han återvände sedan till AHL och spelade 74 matcher för Rivermer. Junland var lagets poängmässigt bästa back med totalt 44 poäng (14 mål och 30 assist). För andra året i följd blev han uttagen till AHL:s All Star-match. Då laget misslyckades med att kvalificera sig till Calder Cup-slutspelet blev Junland i april 2010 ännu en gång uppkallad till NHL. Den 9 april spelade han sin tredje NHL-match och noterades för sina två första NHL-poäng, båda assister, i en 6-3–seger mot Anaheim Ducks. Dagen därpå spelade han ytterligare en match för Blues, vilken kom att bli hans sista i NHL.
Efter två säsonger i Nordamerika återvände Junland till Sverige. I slutet av april 2010 meddelade Färjestad BK att man skrivit ett ettårskontrakt med Junland. Den 31 januari 2012 ådrog sig Junland en ledbandsskada i en match mot AIK och missade därför nio matcher i slutet av grundserien. Färjestad slutade tvåa i grundserien och på 41 matcher noterades han för sin poängmässigt bästa säsong i Elitserien och vann lagets interna poängliga bland backarna. Totalt gjorde han 22 poäng, varav 5 mål och 17 assist. I SM-slutspelet slog Färjestad ut Brynäs IF i kvartsfinal (4–1) och AIK i semifinal (4–0). Säsongen avslutades med ett SM-guld, efter en 4-1–seger i finalserien mot Skellefteå AIK. På 14 slutspelsmatcher stod Junland för sex poäng (tre mål, tre assist).
Inför säsongen 2011/12 lämnade Junland Elitserien och skrev ett tvåårskontrakt med den kazakstanska klubben Barys Astana i KHL. Den 14 september 2012 gjorde han KHL-debut och noterades också för sin första poäng i ligan då han assisterade till ett av målen i en 4–3-seger mot Traktor Tjeljabinsk. Efter tre matcher med Astana missade Junland fyra matcher i rad på grund av en överansträngd rygg. Den 16 november samma år gjorde han sitt första mål i KHL, på Rastislav Staňa, i en 2–4-förlust mot HK CSKA Moskva. Under sin första säsong i KHL spelade Junland 46 grundseriematcher för Astana och var lagets näst poängbästa back med fyra mål och elva assist. I det efterföljande slutspelet, Gagarin Cup, slogs laget ut i den första rundan av Metallurg Magnitogorsk sedan man tappat en 3–1-ledning i matchserien till 3–4.
Säsongen därpå ådrog sig Junland en revbensskada under grundseriens första match. Han missade sedan nio matcher av säsongsinledningen. Därefter spelade han endast två matcher till med Astana innan kontraktet med klubben bröts i början av oktober 2012. Samtidigt meddelades det att Junland skrivit på för den finska klubben Pelicans i FM-ligan. Han fick dock större delen av säsongen spolierad på grund av en axelskada. I den femte matchen med Pelicans blev han tacklad så att axeln hoppade ur led, vilket medförde att Junland tvingades till en operation och blev borta från spel i fem månader. På fem matcher noterades han för ett mål och en assistpoäng.

#### 2013–2020: Linköping HC och HC Lausanne

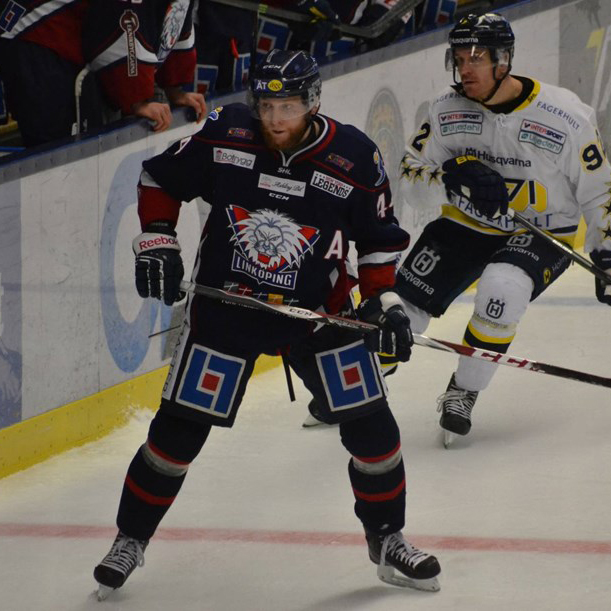
Junland med Linköping HC 2014.

Efter fem säsonger i andra klubbar meddelades det den 24 april 2013 att Junland återvänt till moderklubben Linköping HC, som han skrivit ett treårskontrakt med. Han utnämndes också till assisterande lagkapten. Under sin återkomstsäsong i Linköping stod Junland för 13 poäng på 44 matcher. I slutet av januari och i början av februari missade han totalt åtta grundseriematcher på grund av en ljumskskada. I SM-slutspelet slog Linköping först ut Modo Hockey med 2–0 i matcher innan man ställdes mot Frölunda HC i kvartsfinalserien. I seriens femte match skadade sig Junland och missade sedan de fyra efterföljande matcherna. Laget lyckades besegra Frölunda med 4–3 i matcher, men föll sedan mot Skellefteå AIK med 4–1. På tio slutspelsmatcher noterades han för två mål och två assistpoäng.
2014/15 var Junlands poängmässigt bästa säsong i SHL då han stod för 31 poäng på 55 matcher (9 mål, 22 assist) och var poängbäst bland backarna i Linköping. I backarnas totala poängliga slutade han på fjärde plats. I grundserien hamnade laget på fjärde plats och slog i SM-slutspelet ut HV71 med 4–2 i matcher innan man återigen besegrades av Skellefteå AIK i semifinalserien (4–1). Under slutspelet var han lagets näst bästa poängplockare och stod för nio poäng på elva spelade matcher (två mål, sju assist). Under säsongens gång var Junland också en av tre att nomineras till Salming Trophy – som tilldelas Sveriges bästa back utanför NHL – men fick se sig slagen av Skellefteå AIK:s Tim Heed.
Säsongen 2015/16 noterades Junland för andra gången i karriären för minst 30 poäng i SHL:s grundserie. Han slutade tvåa, bakom Chad Billins, i lagets interna poängliga bland backarna. På 51 matcher stod han för fem mål och 25 assister. Linköping slutade trea i grundserien och besegrades sedan i kvartsfinalserien av tabellsexan Växjö Lakers med 4–2 i matcher. Direkt efter att klubben slagits ut bekräftade Junland att han skrivit ett tvåårsavtal med den schweiziska klubben HC Lausanne i NLA. I början av maj 2016 tilldelades han priset för "Årets back" under SHL Awards.
Den 9 september 2016 gjorde Junland debut i NLA, i en 1–2-seger mot EHC Biel. Dagen därpå gjorde han sitt första mål i ligan då han stod för det matchavgörande målet, på Benjamin Conz, i en 6–4-seger mot Fribourg-Gottéron. Under sin första säsong i Schweiz stod Junland för 39 poäng på 47 grundseriematcher (8 mål, 31 assist) och slutade tvåa i Lausannes interna poängliga bakom Dustin Jeffrey. I den totala poängligan slutade han på 20:e plats och vann backarnas poängliga. I det efterföljande slutspelet slogs Lausanne ut omgående av HC Davos med 4–0 i matcher. Junland blev därefter uttagen till medias All Star-lag och utsågs också av media till ligans bästa back.

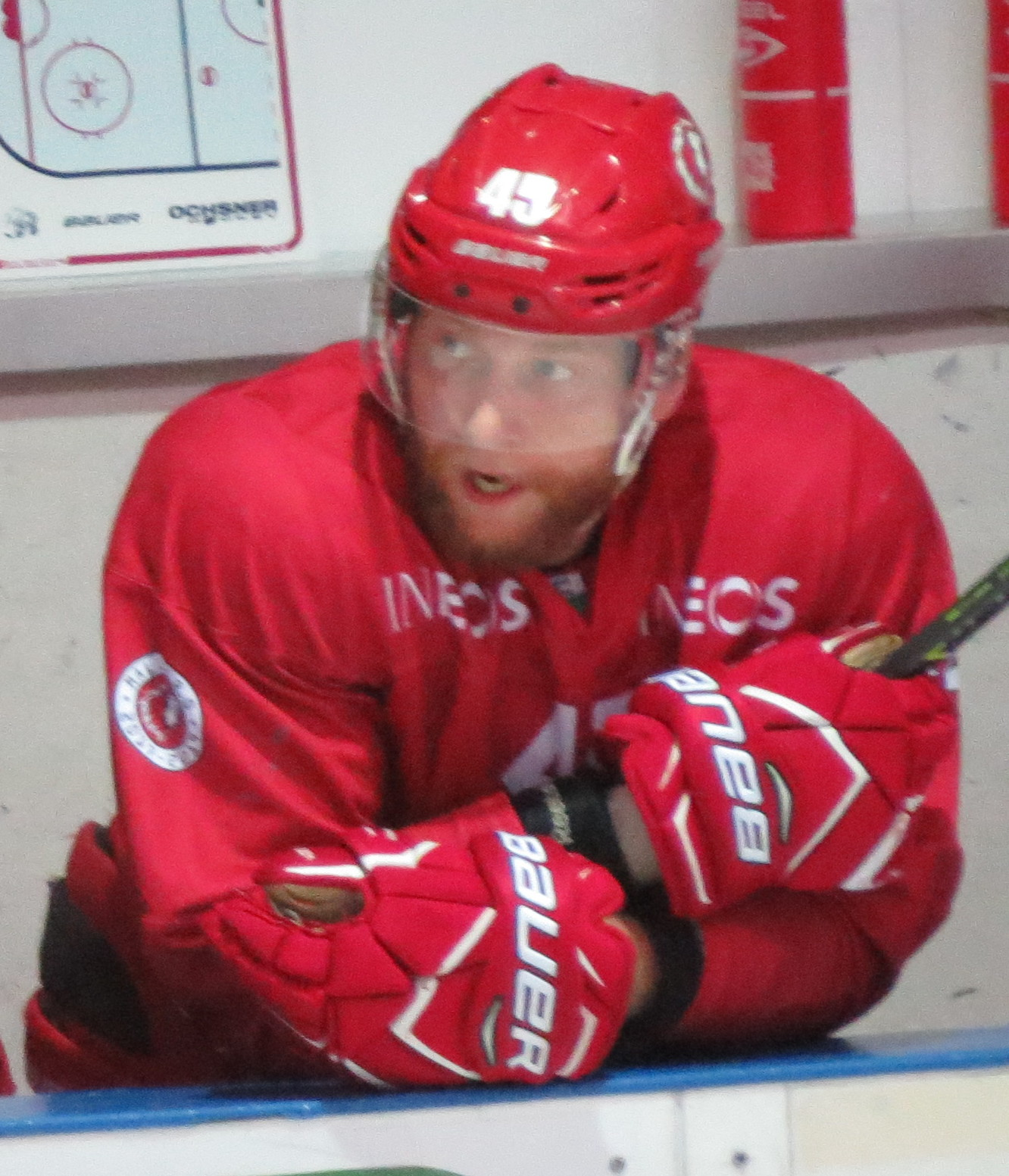
Junland med HC Lausanne 2018.

Under sin andra säsong med Lausanne, meddelade klubben i början av november 2017 att man förlängt avtalet med Junland med ytterligare två år. I sin andra säsong med Lausanne noterades han för 34 poäng på 46 grundseriematcher (8 mål, 26 assist) och slutade tvåa i backarnas poängliga. Lausanne tvingades sedan kvala för att hålla sig kvar i NLA och i den första kvalmatchen stod Junland för två mål, men skadade sig också och missade därför slutet av säsongen. Inför säsongen 2018/19 utsågs Junland till en av lagets assisterande lagkaptener. Efter 27 grundseriematcher ledde Junland lagets interna poängliga med 3 mål och 22 assist för totalt 25 poäng. Samtidigt meddelades det den 19 december 2018 att han skadat sig då han ramlat och brutit nyckelbenet under ett träningspass. Han var sedan tillbaka i spel i slutet av februari 2019 och spelade de fyra avslutande matcherna av grundserien. I det efterföljande slutspelet slog laget ut SCL Tigers (4–3), innan man besegrades i semifinalserien mot EV Zug med 4–1 i matcher. Junland var lagets poängmässigt bästa back, både i grundserien och i slutspelet. I slutspelet noterades han för sju assistpoäng på tolv spelade matcher.
Säsongen 2019/20 kom att bli Junlands sista med HC Lausanne. Efter att under en tid ha stått utanför truppen, meddelades det den 12 januari 2020 att Lausanne brutit avtalet med Junland. På 28 grundseriematcher stod han för tre mål och tio assist. Under sina fyra säsonger i klubben stod han för totalt 112 poäng på 152 grundseriematcher, fördelat på 22 mål och 90 assistpoäng.

#### 2020–2024: Andra återkomsten till Linköping och karriärens slut
Den 22 januari 2020 bekräftade Linköping HC att Junland skrivit ett avtal med klubben för resten av säsongen och sedan ytterligare fyra år. Inför sin första match i återkomsten till Linköping meddelades det att Junland tagit över som lagkapten i klubben efter Eddie Larsson. Den 10 mars 2020 spelade han sin 300:e SHL-match. På 13 matcher noterades han för tre assistpoäng. Säsongen därpå blev Junland tvåa i lagets interna poängliga och var också den poängmässigt bästa backen i Linköping då han på 51 grundseriematcher stod för 30 poäng (9 mål, 21 assist). Han var också den i laget som drog på sig flest utvisningsminuter (38).
Säsongen 2021/22 spelade Junland 41 grundseriematcher och var för andra säsongen i följd Linköpings poängmässigt bästa back. Med 28 gjorda poäng slutade han på åttonde plats i backarnas poängliga, och på femte plats i backarnas assistliga (26 assist). Den efterföljande säsongen dubblerade Junland antalet gjorda mål i grundserien, samtidigt som han halverade sin totala poängskörd mot föregående säsong. Han var den i laget som ådrog sig flest utvisningsminuter (50).
Säsongen 2022/23 kom att bli Junlands sista. I april 2023 meddelande Junland via Linköping HC att han på grund av skadeproblem inte kunde delta i klubbens elitverksamhet. Han missade därefter hela säsongen 2023/24 och den 17 april 2024 bekräftade han att han valt att avsluta sin spelarkarriär.

### Landslagskarriär
2007 blev Junland uttagen till den trupp som representerade Sverige när JVM avgjordes i Sverige. I semifinalen mot Ryssland gav han Sverige ledningen med 1–0, men laget föll till slut med 2–4. Sverige slutade fyra i turneringen sedan man även förlorat bronsmatchen mot USA med 1–2. På sju matcher stod Junland för två poäng (ett mål, en assist). Han var den i Sveriges lag som hade bäst plus/minus-statistik (+5).
Den 5 februari 2008 debuterade han i Tre Kronor i en träningsmatch mot Slovakien. Junland gjorde sitt sista framträdande i Tre Kronor under Channel One Cup 2017. Han spelade sin sista match den 17 december samma år, mot Tjeckien, där han i samma match ådrog sig ett matchstraff. På totalt 24 A-landskamper noterades Junland för fyra assistpoäng.

## Statistik

### Klubbkarriär
| 2005–06               | Linköping HC          | Elitserien            | 4   | 0  | 0   | 0   | 0   | —  | —  | —  | —  | —  |
| 2006–07               | Linköping HC          | Elitserien            | 41  | 1  | 4   | 5   | 22  | 15 | 0  | 5  | 5  | 20 |
| 2006–07               | IK Oskarshamn         | HA                    | 4   | 0  | 3   | 3   | 4   | —  | —  | —  | —  | —  |
| 2007–08               | Linköping HC          | Elitserien            | 53  | 3  | 17  | 20  | 42  | 16 | 4  | 3  | 7  | 18 |
| 2008–09               | Peoria Rivermen       | AHL                   | 70  | 13 | 18  | 31  | 52  | 5  | 0  | 1  | 1  | 6  |
| 2008–09               | St. Louis Blues       | NHL                   | 1   | 0  | 0   | 0   | 2   | —  | —  | —  | —  | —  |
| 2009–10               | Peoria Rivermen       | AHL                   | 74  | 14 | 30  | 44  | 49  | —  | —  | —  | —  | —  |
| 2009–10               | St. Louis Blues       | NHL                   | 3   | 0  | 2   | 2   | 0   | —  | —  | —  | —  | —  |
| 2010–11               | Färjestad BK          | Elitserien            | 41  | 5  | 17  | 22  | 18  | 14 | 3  | 3  | 6  | 12 |
| 2011–12               | Barys Astana          | KHL                   | 46  | 4  | 11  | 15  | 30  | 7  | 1  | 1  | 2  | 6  |
| 2012–13               | Barys Astana          | KHL                   | 3   | 0  | 0   | 0   | 10  | —  | —  | —  | —  | —  |
| 2012–13               | Pelicans              | Liiga                 | 5   | 1  | 1   | 2   | 6   | —  | —  | —  | —  | —  |
| 2013–14               | Linköping HC          | SHL                   | 44  | 6  | 7   | 13  | 46  | 10 | 2  | 2  | 4  | 8  |
| 2014–15               | Linköping HC          | SHL                   | 55  | 9  | 22  | 31  | 32  | 11 | 2  | 7  | 9  | 4  |
| 2015–16               | Linköping HC          | SHL                   | 51  | 5  | 25  | 30  | 36  | 6  | 2  | 0  | 2  | 2  |
| 2016–17               | HC Lausanne           | NLA                   | 47  | 8  | 31  | 39  | 38  | 4  | 0  | 0  | 0  | 4  |
| 2017–18               | HC Lausanne           | NL                    | 46  | 8  | 26  | 34  | 32  | 1  | 2  | 0  | 2  | 0  |
| 2018–19               | HC Lausanne           | NL                    | 31  | 3  | 23  | 26  | 18  | 12 | 0  | 7  | 7  | 18 |
| 2019–20               | HC Lausanne           | NL                    | 28  | 3  | 10  | 13  | 12  | —  | —  | —  | —  | —  |
| 2019–20               | Linköping HC          | SHL                   | 13  | 0  | 3   | 3   | 10  | —  | —  | —  | —  | —  |
| 2020–21               | Linköping HC          | SHL                   | 51  | 9  | 21  | 30  | 38  | —  | —  | —  | —  | —  |
| 2021–22               | Linköping HC          | SHL                   | 41  | 2  | 26  | 28  | 19  | —  | —  | —  | —  | —  |
| 2022–23               | Linköping HC          | SHL                   | 49  | 4  | 10  | 14  | 50  | —  | —  | —  | —  | —  |
| SHL totalt            | SHL totalt            | SHL totalt            | 442 | 44 | 152 | 196 | 313 | 72 | 13 | 20 | 33 | 64 |
| Nationalliga A totalt | Nationalliga A totalt | Nationalliga A totalt | 152 | 22 | 90  | 112 | 100 | 17 | 2  | 7  | 9  | 22 |
| AHL totalt            | AHL totalt            | AHL totalt            | 144 | 27 | 48  | 75  | 101 | 5  | 0  | 1  | 1  | 6  |
| NHL totalt            | NHL totalt            | NHL totalt            | 4   | 0  | 2   | 2   | 2   | —  | —  | —  | —  | —  |

### Internationellt
| År            | Lag           | Turnering     | Matcher | Mål | Assists | Poäng | Utv. |
| ------------- | ------------- | ------------- | ------- | --- | ------- | ----- | ---- |
| 2007          | Sverige       | JVM           | 7       | 1   | 1       | 2     | 18   |
| Junior totalt | Junior totalt | Junior totalt | 7       | 1   | 1       | 2     | 18   |